# Idaea mundaria
Idaea mundaria là một loài bướm đêm trong họ Geometridae.